# Жълта овесарка
Жълтата овесарка (известна и като жълтурка) (Emberiza citrinella) е птица от семейство Овесаркови. Среща се и в България.

## Разпространение
Естественото ѝ разпространение е из цяла Европа, западната половина на Русия, Казахстан, района на Таджикистан, Узбекистан и Афганистан, Иранското плато, Кавказието, Мала Азия, Леванта, а в средата на 19 век е изкуствено заселена и в Нова Зеландия.